# Michel Chalard
Michel Chalard, né le 17 janvier 1919 à Villeurbanne et mort le 26 avril 1957 à Melun-Villaroche, est un aviateur français, pilote de guerre et pilote d'essai.

## Biographie
Élève-pilote à l’École Hanriot à Bourges, il obtient son brevet en août 1937. Michel Chalard s’engage dans l’Armée de l’air en 1938, et est affecté à la BA 111 à Bron (2e escadrille du groupe 1/35). Il participe à la bataille de France de 1939 à 1940.
Il part ensuite pour l'Afrique du Nord et, de 1943 à 1945, il effectue de nombreuses missions de reconnaissance et de bombardement lors de la campagne d'Italie, de la libération de la France et de la campagne d'Allemagne. Ses missions de guerre lui valent 5 citations : il reçoit la croix de guerre avec 2 palmes et 3 étoiles, la croix de Chevalier de la Légion d'honneur,  et la décoration américaine Distinguished Unit Citation. Il est fait Officier de la Légion d'honneur quelques années plus tard. 
Il entre au Centre d'Essais en Vol (CEV) d'Orange le 1er avril 1945. Il est ensuite muté en 1949 au centre d'essais en vol de Brétigny-sur-Orge, il effectue le stage de l’École du personnel navigant d'essais et de réception (EPNER) où il est breveté pilote d'essai no 121 en 1949.
Instructeur-pilote à l'EPNER en 1950, il cumule cette fonction avec celle de Directeur-adjoint de 1951 à 1952. Il quitte l'armée avec le grade de capitaine en 1952 mais continue son travail au centre d'essais en vol de Brétigny-sur-Orge, en tant que civil. 
En 1955, il est engagé par la Société nationale des constructions aéronautiques du Nord (SNCAN) (qui deviendra Nord-Aviation en 1958). 
Il participe notamment aux essais des avions :
- Nord 1500 « Griffon » ;
- Nord 1405 « Gerfaut ».

Le 23 janvier 1957, il réalise à Istres le premier vol du Nord 1500 « Griffon II ».  
Le 28 février 1957, il bat le record du monde de vitesse ascensionnelle sur le Nord 1405 « Gerfaut II »: 3 000 mètres en 50 secondes depuis départ arrêté, améliorant ainsi de 6 secondes le record atteint par l'avion américain « Skyray » . 
Il décède en service commandé le 26 avril 1957 aux commandes d'un Nord 2501 « Nordatlas » en compagnie de son copilote et ami Marcel Perrin, sur l'aérodrome de Melun-Villaroche. 
Michel Chalard, breveté pilote d'essais, breveté pilote de ligne, breveté pilote professionnel d'hélicoptère, pilote d'hydravion, totalisait 7 000 heures de vol. A participé à la mise au point de nombreux prototypes d'avions entre 1947 et 1957.  
Il repose dans le cimetière de La Boisse dans l'Ain. 

## Décorations et hommages

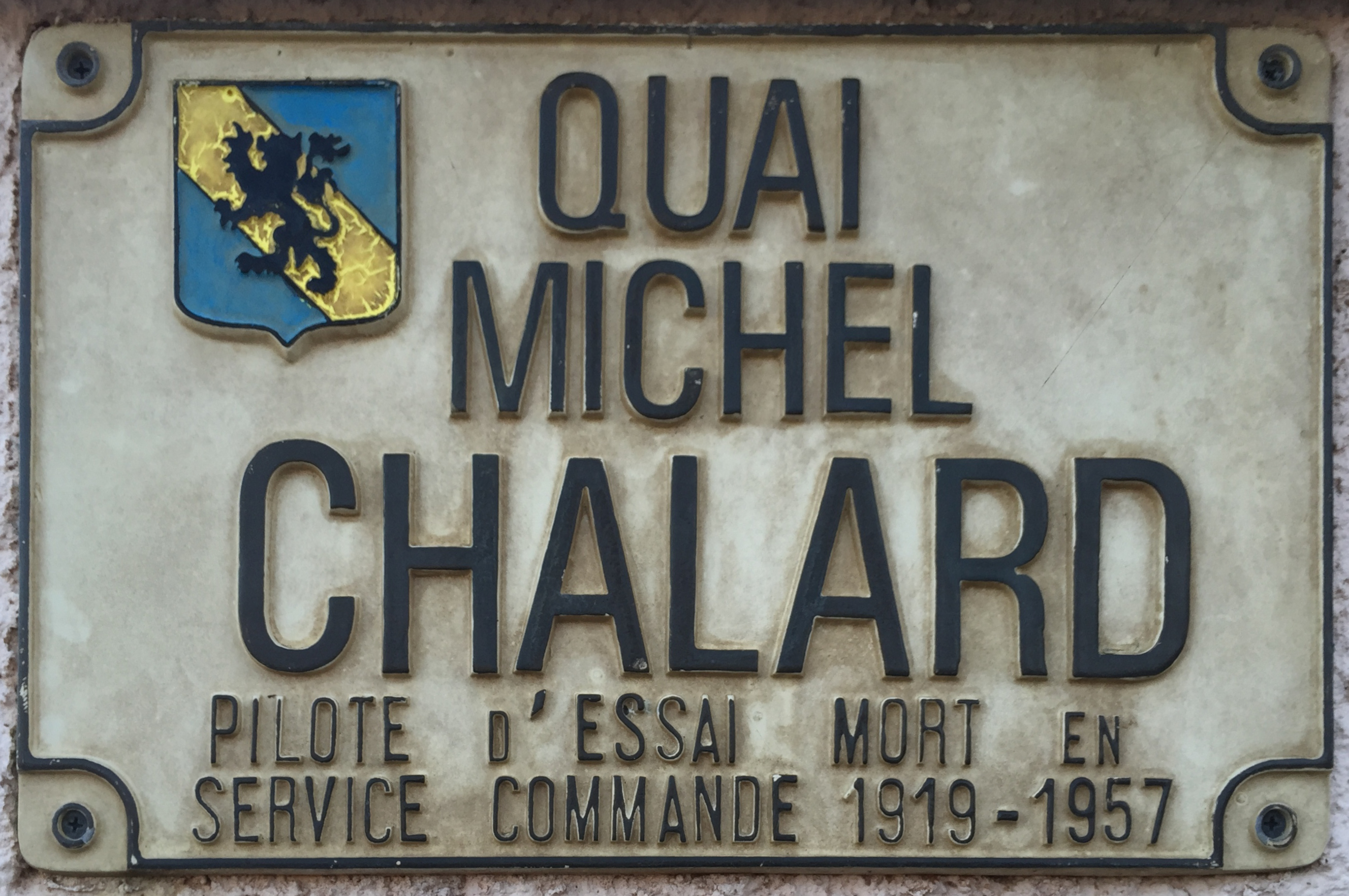
« Quai Michel-Chalard » à La Boisse.

- Officier de la Légion d'honneur[Quand ?]
- Croix de guerre 1939–1945 avec 2 palmes et 3 étoiles
- Une voie de La Boisse se nomme « quai Michel-Chalard »[4]. Anciennement « quai de la Sereine », la voie est rebaptisée le 29 avril 1967 en présence de Jacqueline Auriol et André Turcat[5].

- Une plaque lui rend hommage à Brétigny-sur-Orge[6].

- La promotion 1992-1993 de l'EPNER a pris le nom de baptême « Michel Chalard »[7].